# La conquista del espacio (álbum)
La conquista del espacio es el vigésimo cuarto álbum de estudio del músico argentino Fito Páez, compuesto y grabado durante el año 2018. Contiene nueve canciones inéditas.
El lanzamiento del disco estuvo programado para 13 de marzo, pero debido a las complicaciones derivadas del COVID-19 para la realización de eventos masivos se pospuso hasta el 1 de noviembre de 2020, fecha en que Paez realizó un concierto Streaming dando a conocer su producción.
El disco fue editado por Sony Music y grabado en Capitol Studios en la ciudad de Hollywood. Su producción estuvo a cargo de Fito Páez, Gustavo Borner y Diego Olivero y cuenta con la participación de importantes artistas, tales como Abe Laboriel (baterista de Paul McCartney), Guillermo Vadalá y la Orquesta Sinfónica de Nashville. Asimismo, cuenta con la participación de cantantes diversos géneros musicales, entre los que se encuentran Lali y Hernán Coronel, cantante y tecladista de la banda de cumbia Mala Fama. El disco ha sido ganador de los Premios Carlos Gardel de Oro y Premios Grammy Latino por las categorías "Mejor álbum de rock latino o alternativo" y "Mejor Canción Pop/Rock por “La Canción de las Bestias”.

## Recepción

### Comentarios de la crítica
| Publicación             | Reconocimiento                           | Posición | Ref.  |
| ----------------------- | ---------------------------------------- | -------- | ----- |
| Rolling Stone Argentina | Los mejores discos de 2020               | 5        | [ 7 ] |
| Billboard               | The 25 Best Latin Albums of 2020         | Incluido | [ 8 ] |
| Efe Eme                 | Los mejores 2020: discos internacionales | 15       | [ 9 ] |

### Reconocimientos
| Año  | Premio                | Categoría                   | Resultado | Ref(s). |
| ---- | --------------------- | --------------------------- | --------- | ------- |
| 2021 | Premios Carlos Gardel | Álbum del año               | Ganador   | [ 10 ]  |
| 2021 | Premios Carlos Gardel | Ingeniería de grabación     | Ganador   | [ 10 ]  |
| 2021 | Premios Carlos Gardel | Mejor álbum artista de rock | Ganador   | [ 10 ]  |
| 2021 | Premios Carlos Gardel | Productor del año           | Ganador   | [ 10 ]  |

## Lista de temas
| Nombre                                 |
| -------------------------------------- |
| 1. La conquista del Espacio (4:14)     |
| 2. Resucitar (3:04)                    |
| 3. Las cosas que me hacen bien (4:18)  |
| 4. La canción de las bestias (4:09)    |
| 5. Gente en la calle (con Lali) (3:59) |
| 6. Ey, you! (con Mala Fama) (4:10)     |
| 7. Nadie es de nadie (4:14)            |
| 8. Maelström (5:07)                    |
| 9. Todo se olvida (4:27)               |

## Músicos
- Fito Páez: voz, piano, Hammond, mini-moog, Juno 06, Rhodes
- Diego Olivero: guitarra acústica, guitarra eléctrica, programación, sintetizadores
- Guillermo Vadalá: bajo
- Abraham Laboriel Jr: batería
- Carlos Vandera: coros
- Juani Agüero: guitarra acústica, guitarra eléctrica
- Rich Hinman pedal steel guitar
- Lenny Castro: percusión
- Lee Thornburg: trompeta
- Terry Landry: saxos.
- Eric Jorgensen: trombón
- Shueh-li Ong: theremin
- David Cleveland: guitarra acústica
- Alan Umstead: concertino

## Posicionamiento en listas

### Listas semanales
| Lista (2021)      | Mejor posición |
| ----------------- | -------------- |
| Argentina (CAPIF) | 1              |